# Kaikilani
Kaikilani (o. 1550. – 1605.) bila je 17. vladar otoka Havaji. Znana je i kao Kaikilanialiʻiwahineopuna.
Jedan krater na planetu Veneri nazvan je po njoj.

## Životopis
Kaikilani je rođena oko 1550. godine. Njezin je otac bio Kukailani, sin kralja Kealiʻiokaloe.
Njezini su supruzi bili njeni bratići Aliʻi Lonoikamakahiki i Aliʻi Kanaloakuaʻana, sinovi kralja Keawenuiaumija.
Naslijedio ju je sin Keakealanikane.
Bila je baka kraljice Keakamahane i prabaka kraljice Keakealaniwahine.